# Robert Irwin (konstnär)
Robert Irwin, född 12 september 1928 i Long Beach, Kalifornien, död 25 oktober 2023 i La Jolla, Kalifornien, var en amerikansk installationskonstnär. Han bodde och arbetade i San Diego i Kalifornien.